# トリポリ伯国

トリポリ伯国
Comitatus Tripolitanus (ラテン語)
Comtat de Trípol (古期プロバンス語)

中東の地図（1135年）
トリポリ伯国は赤色

トリポリ伯国（トリポリはくこく、英語: County of Tripoli）は、レヴァントに建設された4つの主要な十字軍国家のうち、最後に建国された国家である。サフィータ、タルトゥース、トリポリといった重要な都市を押さえていた。

## 概要

### 起源
1102年4月に第一次十字軍の指導者であったトゥールーズ伯レーモン・ド・サン・ジルが、富裕さで知られた港湾都市トリポリ（ファーティマ朝の属国）の藩王バヌー・アンマール（Banu Ammar）と長い戦争を開始し、地中海の強国ジェノヴァ艦隊の助けをかりて、トリポリ北方の都市トルトーズ、ジューバイルを奪い、トリポリ正面の要塞を1103年に占領、包囲したことにさかのぼる。東ローマ帝国のアレクシオス1世は、当時勢力を伸ばしていた十字軍国家アンティオキア公国を牽制するためレーモンを積極的に支援した。レーモンは1105年に亡くなり、息子のアルフォンス・ジュルダンを相続人とし、従兄のサルダーニャ伯ギヨーム・ジュルダンを摂政として残した。

### 発展
次の4年間でギヨーム・ジュルダンはトリポリの包囲を続け、近隣地方、特にアッカを占領した。レーモンの庶子でトゥールーズの摂政であったベルトランが東方に到着し、レバノンの継承権をギヨームと争う。エルサレム王やタンクレードなどの援軍を得て、1109年7月12日にトリポリは陥落し、この後トリポリ伯国の首都となった。それ以前にギヨーム・ジュルダンが暗殺されたため、トリポリ伯国の初代領主は、ベルトランとなる。
この国は全くの海洋国家であり、どの十字軍国家よりも防衛しやすく、レバノンの中・南部沿岸を支配することができた。センダル織またはセマイト織と呼ばれる絹の錦織やラシャなどが特産物であり、ジェノヴァやそのライバル・ヴェネツィアなどの商業国家と盛んに交易した。王朝はアルメニア人との結びつきが強く、レーモン3世の時にアンティオキア公の次男を養子にしたため、その後はアンティオキア公国と同じ君主により統治される。

### 滅亡
アンティオキア公国滅亡後も、トリポリはいくつかの都市を統治して生き延びた。しかしボエモン7世の死後後継争いが起こり、その妹ルシアはジェノヴァの保護の下にある市民たちと継承権をめぐって争った。ルシアは市民やジェノヴァ人と合意を結んでしまったため、この争いに加担するつもりだったヴェネツィア人や野心家のジェノヴァ市長を怒らせた。彼はマムルーク朝のスルタン・カラーウーンと結んでトリポリを攻めさせた。カラーウーンも、その直前に起こったイルハン朝（フレグ・ウルス）によるモンゴル帝国軍のアラブ侵略でトリポリがモンゴルに加担したため懲罰を考えており、利害は一致した。1289年、トリポリはマムルーク朝軍に包囲され、1ヵ月後に陥落して破壊・略奪された。
現在はレバノンを中心とする地域としてフランス系のキリスト教文化が残っている

## 領主
- トゥールーズ伯レーモン（1102年 - 1105年）
- アルフォンス・ジュルダン（1105年 - 1109年）、摂政ギヨーム・ジュルダン
- トゥールーズ伯ベルトラン（1109年 - 1112年）
- ポンス（1112年 - 1137年）
- レーモン2世（1137年 - 1152年）
- レーモン3世（1152年 - 1187年）
- ボエモン4世（1187年 - 1233年）　兼アンティオキア公（1201年 - 1216年、1219年 - 1233年）
- ボエモン5世（1233年 - 1251年）　兼アンティオキア公
- ボエモン6世（1251年 - 1275年）　兼アンティオキア公（1251年 - 1268年）
- ボエモン7世（1275年 - 1287年）
- ルシア（1287年 - 1289年）